# Jakob Janus
Jakob Janus (auch Jacob Janus, sorbisch Jakub Janus, * 1530 in Cottbus; † 1583 in Ruhland) war ein sorbischer evangelischer Pfarrer. Er verfasste mehrere theologische Schriften in lateinischer Sprache.

## Leben
Jakob Janus war Lehrer in Košice, Olomouc und Siebenbürgen. Später war er Oberpfarrer (Pastor primarius) in Ruhland. Dort starb er 1583 an der Pest.

## Schriften (Auswahl)
- Acta prophetarum, 4. Auflage 1561
- Katechismus Martin Luthers in lateinischen Versen, 1557
- Natalitia Christi, 2. Auflage 1580